# Haus OBU

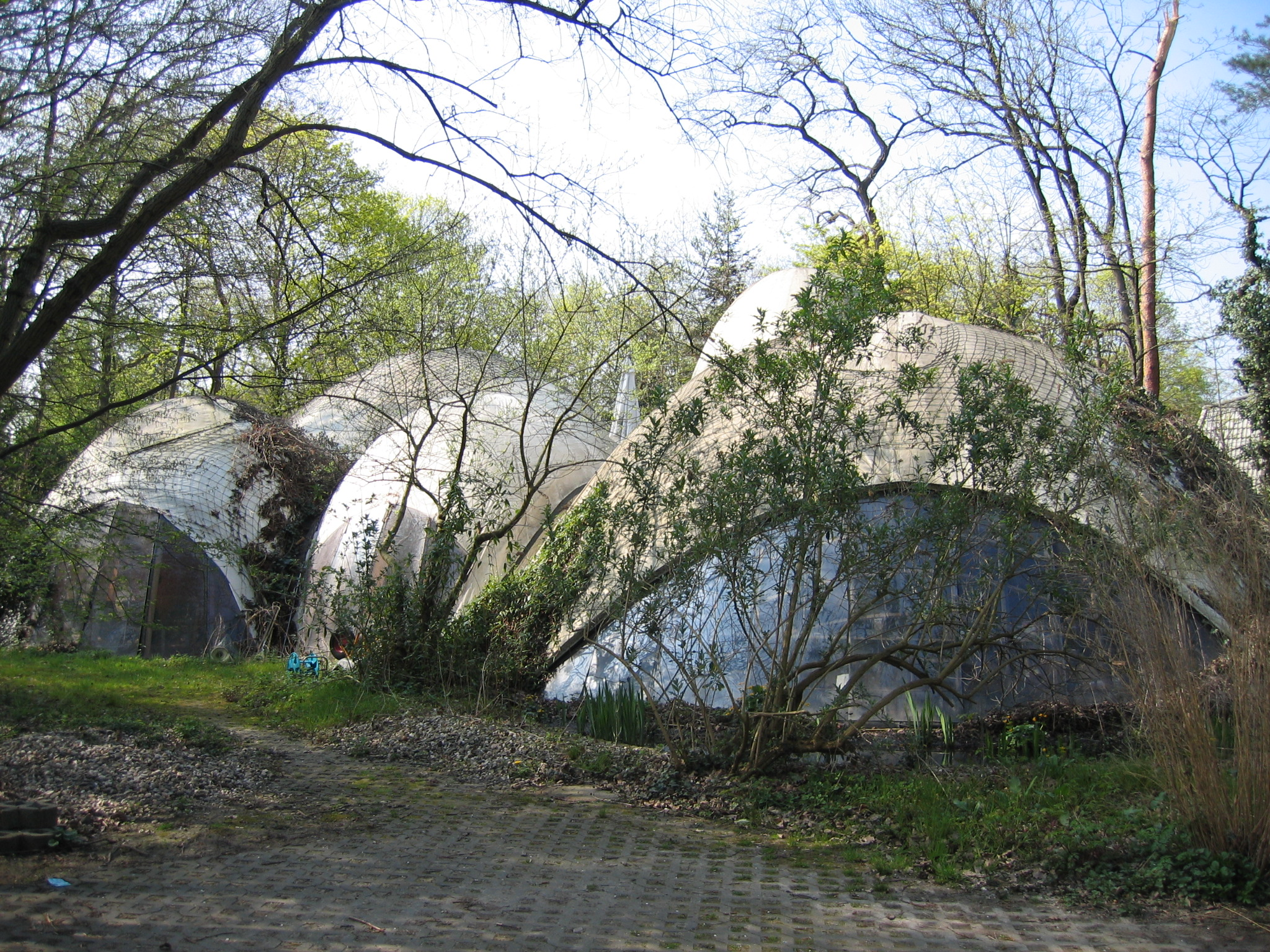
Haus OBU

Das Wohn- und Atelierhaus OBU war ein Atelier- und Wohnhaus im Kölner Villenvorort Köln-Hahnwald.
Es wurde zwischen 1976 und 1982 nach Plänen des Architekten Erwin H. Zander als dessen eigenes Wohn- und Atelierhaus errichtet.
Der experimentelle Bau bestand aus acht mit Efeu und Wein bewachsenen Kuppeln in Leichtbauweise. Sie wurden preisgünstig als Gitterschalen aus Holz handgefertigt, womit sich die lange Bauzeit von sechs Jahren erklärt. Im gemauerten Sockelgeschoss waren dienende Räume wie Ankleiden, Bäder, Technik- und Kellerräume angeordnet. Darüber in den Kuppeln befanden sich Wohnräume, Schlafzimmer und das Atelier, teilweise mit Blick in den Himmel. Die im Zentrum des Baus gelegene zweigeschossige Wohnhalle war von Einbauten freigehalten und zum Garten hin großflächig geöffnet. Innen und außen verband eine von Dani Karavan entworfene Installation aus Wasserbecken und Stegen die einzelnen Kuppeln.
Der Bau galt als Meisterwerk experimentierfreudiger, postmoderner und gleichsam archaisch-naturverbundener Architektur und blieb in Deutschland ohne Nachfolge.
Der Name OBU leitet sich von der damaligen Adresse „Oberbuschweg“ ab. Die Straße wurde später in „Unter den Birken“ umbenannt.
Im Herbst 2011 wurde das Haus von den neuen Besitzern abgerissen.